# Tabanus hainanensis
Tabanus hainanensis är en tvåvingeart som beskrevs av Stone 1972. Tabanus hainanensis ingår i släktet Tabanus och familjen bromsar. Inga underarter finns listade i Catalogue of Life.